# Дача Фёдорова
Дача Фёдорова — особняк постройки начала XX века в Симеизе (современный адрес ул. Героя Советского Союза Н. Т. Васильченко, д. 9).

## Дача Фёдорова
20 августа 1902 года армейский капитан Анатолий Семёнович Фёдоров приобрёл у владельца Нового Симеиза И. С. Мальцова участок № 59 в западной части Нового Симеиза площадью 603 квадратных сажени. Впоследствии участок видоизменялся: в результате сделки 28 декабря 1910 года с Софьей Ивановной Духовской (владелицей смежного участка), последней было продано 26 квадратных саженей земли, а взамен у неё же приобретены 11 квадратных саженей из принадлежащего Духовской участка № 50. В итоге У Фёдорова оказалось 588 квадратных саженей (примерно 23,7 сотки).
Проектирование и строительство дачи осуществлены «инженером-техником от артиллерии» Александром Андреевичем Померанцевым. Время начала и окончания строительства пока не установлено, известно, что на 1912 год трёхэтажное здание на 11 комнат было готово, особняк предназначался владельцем «частью для себя, частью для сдачи внаём».
Анатолий Семёнович Фёдоров, родился 24 июля 1871 года, сын военного, происхождением из дворян, образование получил в Первом кадетском корпусе и Михайловском артиллерийском училище. На момент покупки участка имел звание каптана, на 1 января 1909 года — полковник лейб-гвардии третьей артиллерийской бригады. В Первую мировую войну получил звание генерал-майор, дальнейшая судьба неизвестна.

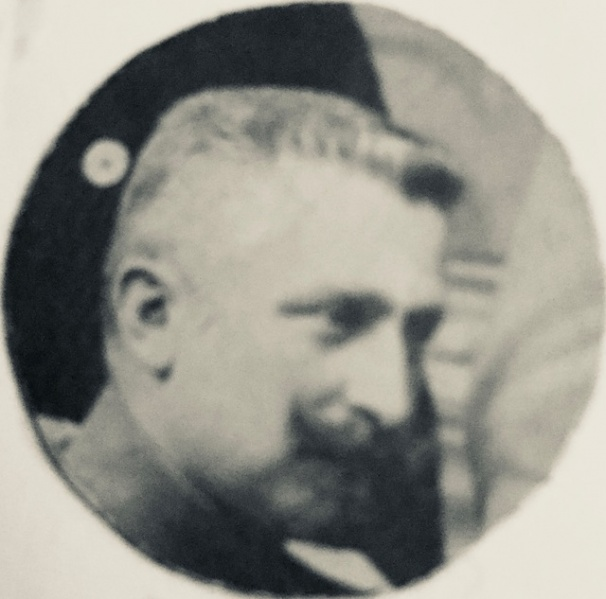
А. С. Фёдоров
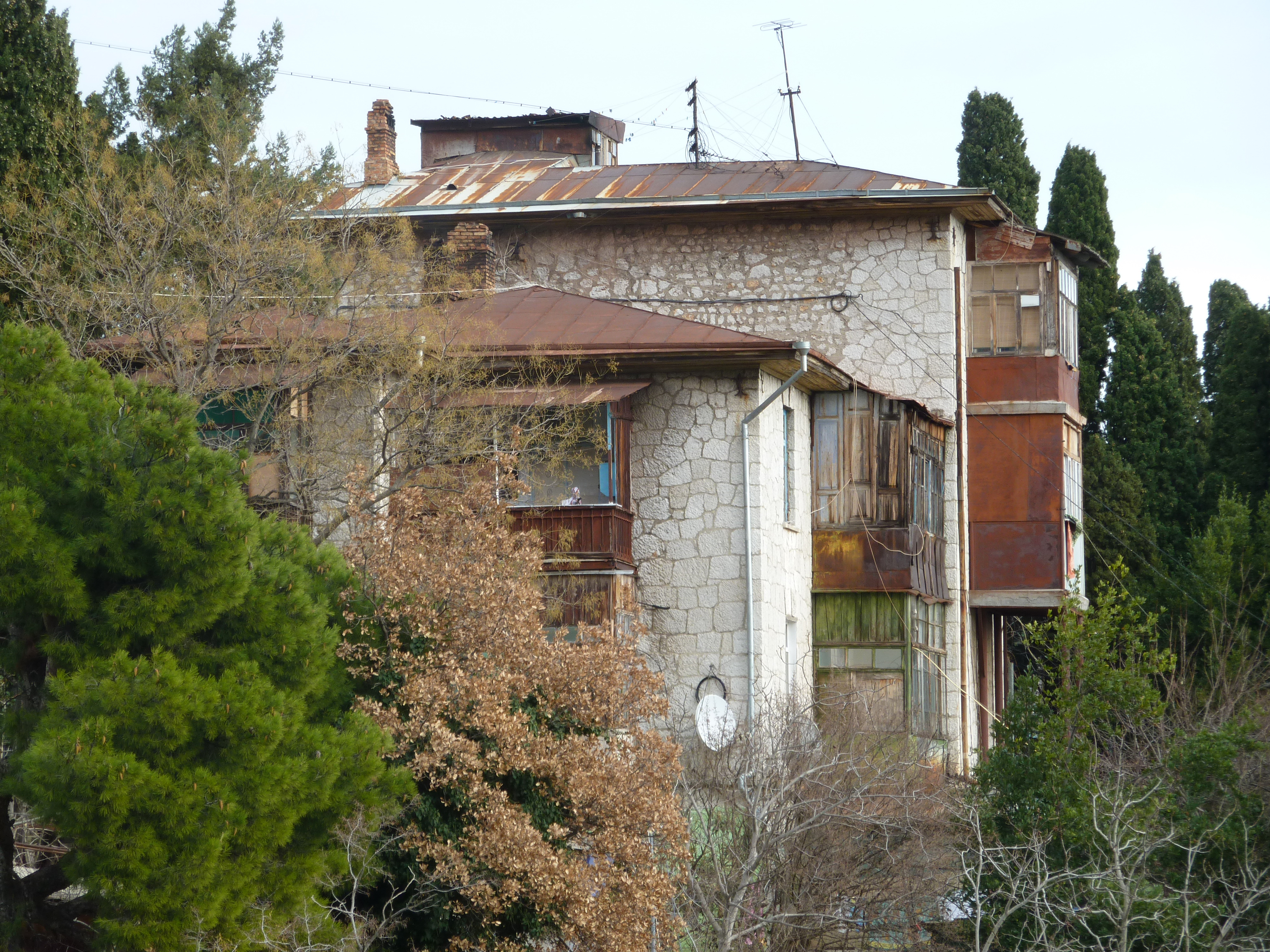
Современный вид.
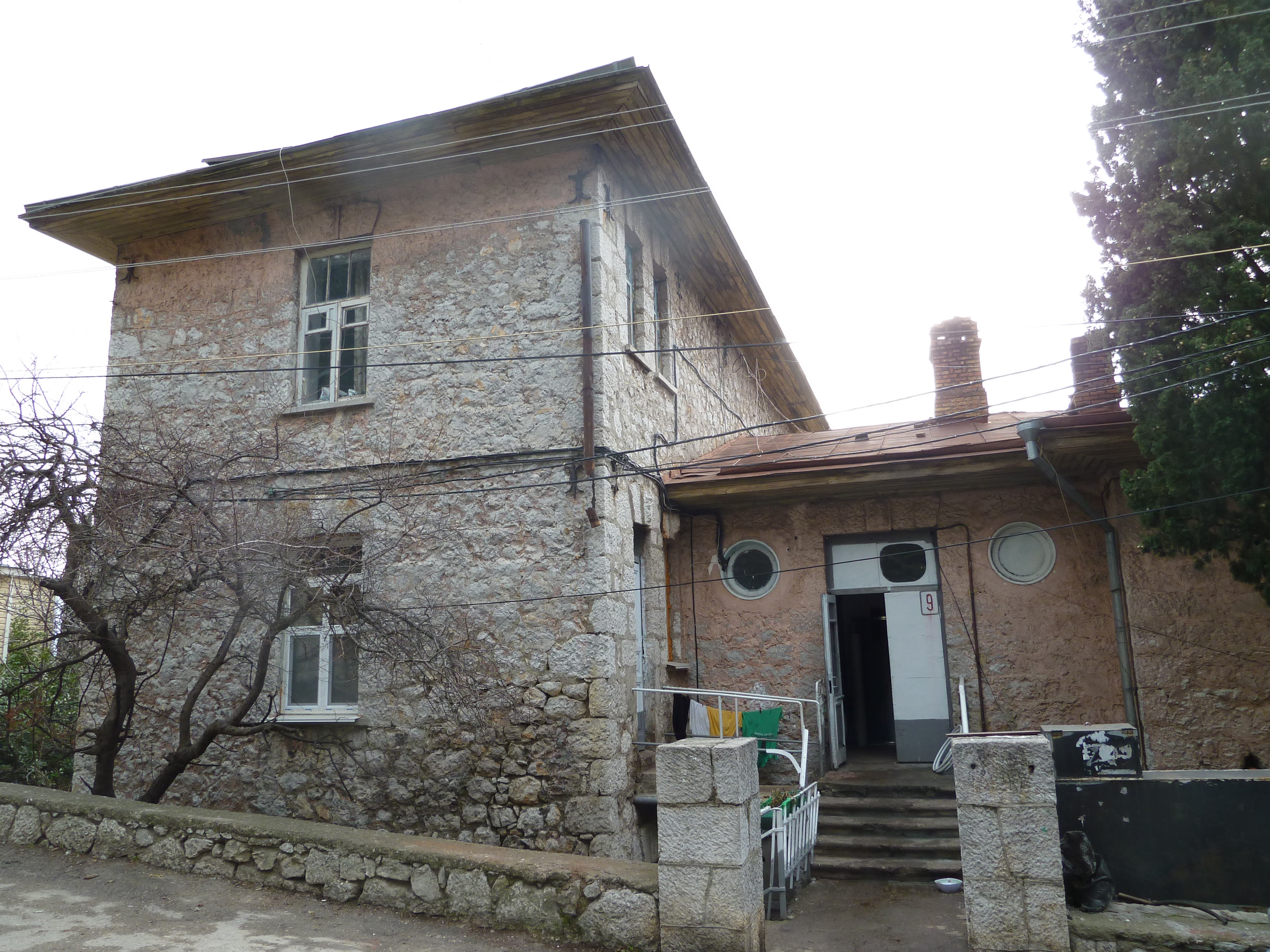
Современный вид.

## После революции
16 декабря 1920 года приказом председателя Революционного комитета Крыма были изъяты «из частного владения как разных ведомств, так и частных лиц все имения Южного берега Крыма в районе от Судака до Севастополя включительно» и передавались в ведение специально созданного Управления Южсовхоза. Бывшая дача Фёдорова была отдана под коммунальные квартиры, как многоквартирный дом общей площадью 666,6 м² с 11 жилыми помещениями сущществует на 2022 год
Решением Ялтинского городского исполнительного комитета № 64 от 24 января 1992 года «Дача А. С. Фёдорова, начало XX века» была включена в список выявленных объектов культурного наследия. На основании акта государственной историко-культурной экспертизы, постановлением Совмина Республики Крым № 128 от 11 марта 2021 года объект был исключён из перечня памятников. В апреле 2021 года в министерство культуры Республики Крым поступило заявление, предлагающее включить в единый государственный реестр объектов культурного наследия «садово-парковую зону с группой исторических дач, входивших до недавнего времени в санаторий „Красный маяк“ как единый усадебно-парковый ансамбль», в том числе и дачу Полунина, хотя других данных о вхождении дачи в состав санатория не имеется — видимо, это было жильё для работников.